# Веремиевка (Кировоградская область)
Веремиевка (укр. Вереміївка) — село в Кетрисановской сельской общине Кропивницкого района Кировоградской области Украины.
До 2020 года входило в Бобринецкий район
Население по переписи 2001 года составляло 123 человека. Почтовый индекс — 27241. Телефонный код — 5257. Занимает площадь 0,186 км². Код КОАТУУ — 3520887802.